# Villa Amalfi

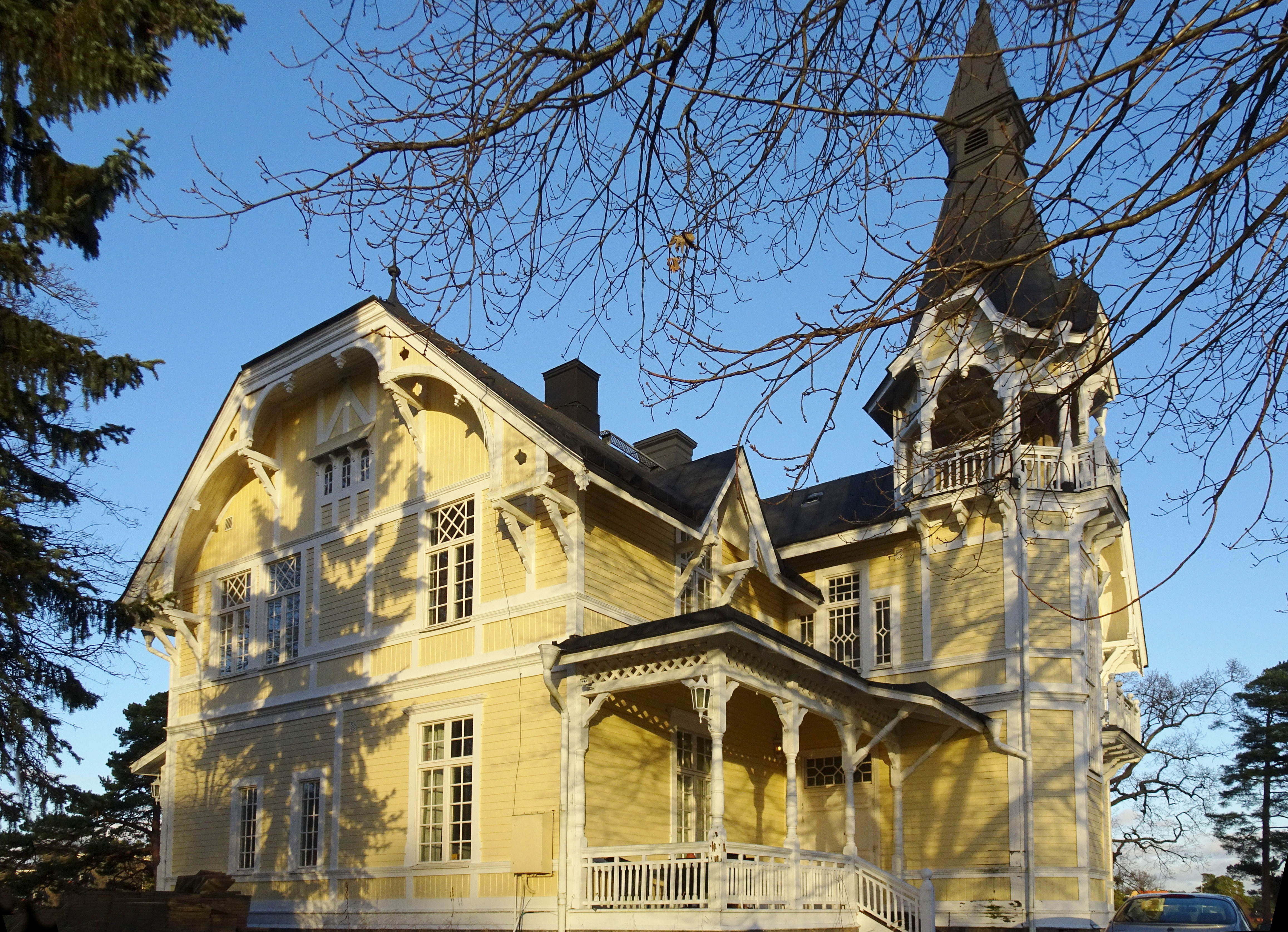
Villa Amalfi, december 2015.

Villa Amalfi är en tidigare sommarvilla vid Sjökullens väg 24 (tidigare Brostigen 6) i Saltsjöbaden, Nacka kommun. Villan ritades 1892 av arkitekt Edward Ohlsson för en medlem i Wallenbergfamiljen och hör idag till de äldsta bevarade villorna i Saltsjöbaden. Enligt kommunen är byggnaden ”ett utmärkt exempel på 1890-talets påkostade villabyggande med sina oregelbundna fasader, torn och fantasirika snickeridetaljer”.

## Bakgrund

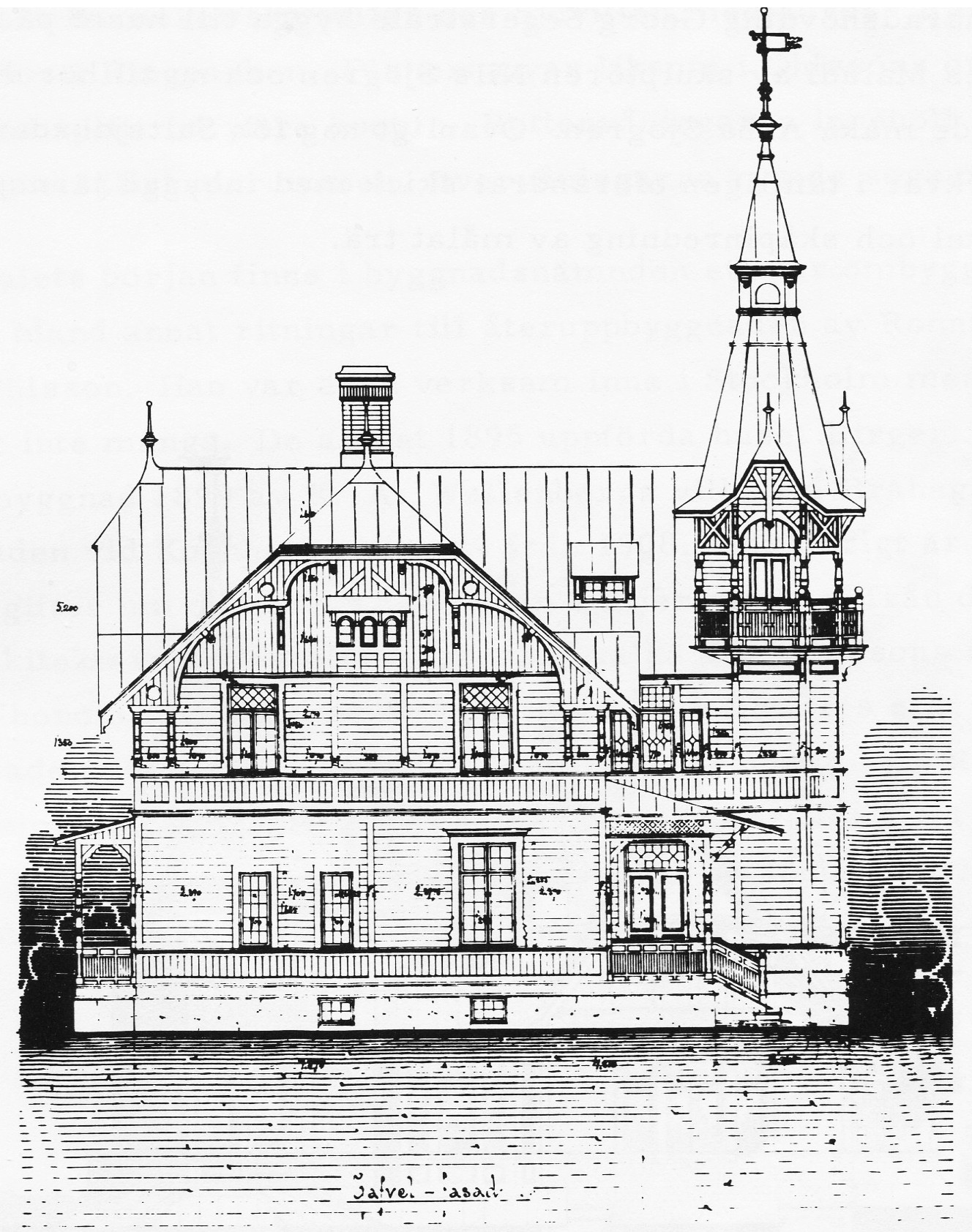
Edward Ohlssons fasadritning, 1892

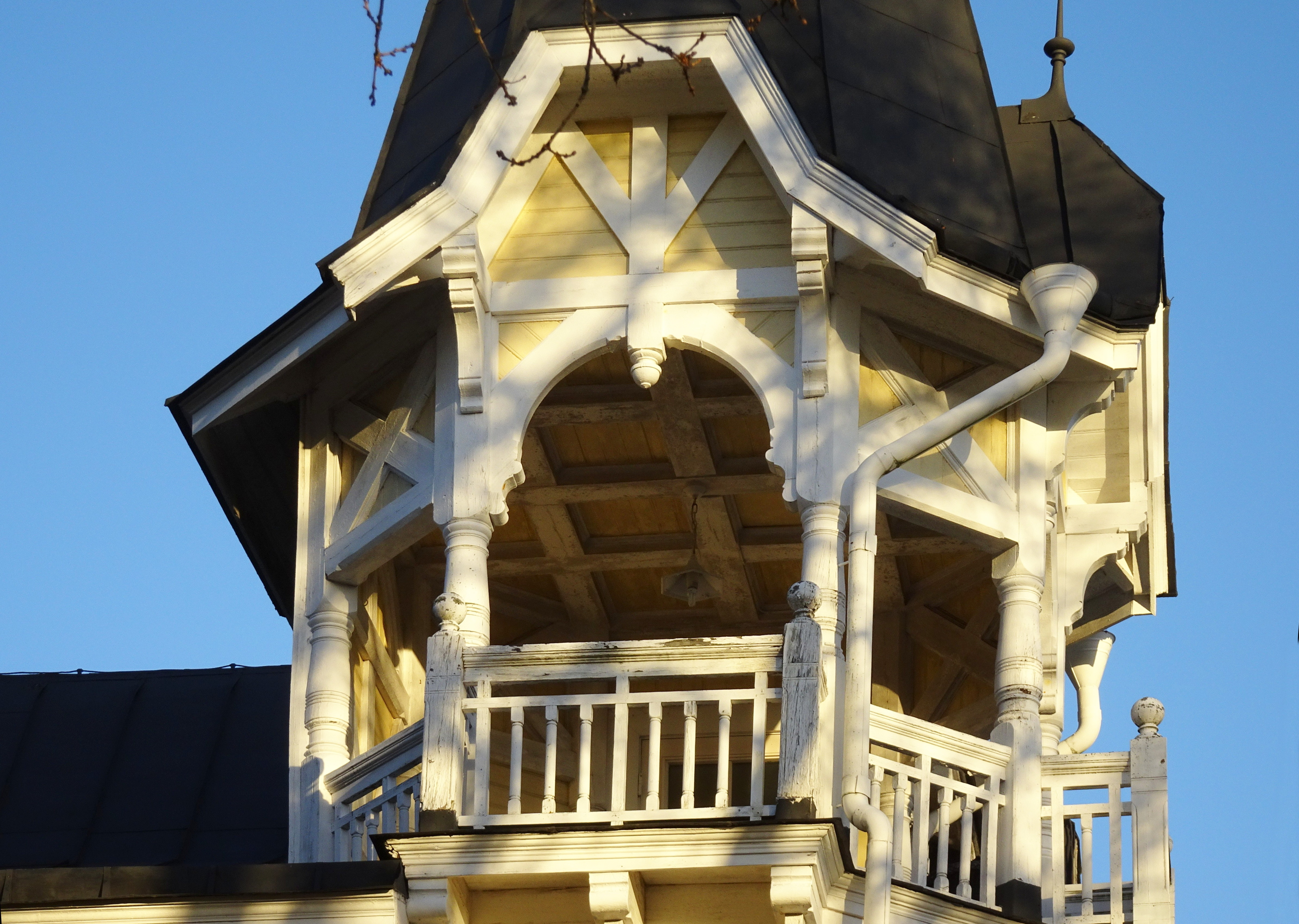
Tornets utsiktsveranda.

När projektet ”Saltsjöbaden” sjösattes 1892 styckades marken upp i villatomter och det var självklart att aktieägarna i Järnvägsbolaget Stockholm-Saltsjön, som bildats för att finansiera projektet, själva fick välja bland de bästa tomterna som bebyggdes med påkostade sommarvillor. Åtminstone fyra villor ritades av arkitekt Edward Ohlsson för Wallenbergfamiljen, bland dem Marcus Wallenbergs egen Villa Furubo vid Ringvägen medan halvbrodern K. A. Wallenberg beställde Malmska villan nära tennisbanorna vid nuvarande Saltsjöpromenaden 10 och Villa Matadi längst in i Pålnäsviken. Villa Amalfi byggdes på en udde i Pålnäsviken för André Oscar Wallenbergs dotter, Ingeborg Svedberg (född Wallenberg). Amalfi och Matadi finns fortfarande bevarade medan Furubo och Malmska villan revs på 1960-talet.

## Villans arkitektur
Villans exotiska namn, Amalfi, skulle förmodligen föra tanken till Amalfikusten och staden Amalfi vid Medelhavet söder om Neapel. Huset uppfördes 1892–1893 på en hög, nordlig orienterad udde i Pålnäsviken. Det rör sig om ett stort trähus i två våningar med ett sidoplacerat torn i södra hörnet. Arkitekten ritade en spetsig, kyrktornsliknande spira med två avsatser som reser sig över en öppen utsiktsveranda. Fasadernas arkitektur präglas av träpanel i olika riktningar svarvade stolpar och pelare samt fantasirika snickeridetaljer. 
Tidigare var husets överdel målad i brun kulör och bottenvåningen i gulvit. Idag (2015) är hela byggnaden avfärgad i gulvit kulör med listverk, pelare, räcken och övriga trädetaljer i vit. Villan byggdes åt en medlem av familjen Wallenberg, Ingeborg Emma Gustafva Svedberg (1870–1929), dotter till André Oscar Wallenberg. Hennes make, Otto Jesper Svedberg, bodde kvar i Saltsjöbaden till sin död 1931.
Till villan hör en stor tomt om 5 714 m² med egen brygganläggning och en sjöstuga i anslutning till bryggan. Den totala golvytan är på 560 m², fördelat på bottenvåning 195 m², övervåning 160 m², vindsvåning 120 m² och källarvåning 85 m². På 1980-talet genomfördes en om- och tillbyggnad.

## Rivningshot
År 2012 var Villa Amalfi till salu och beskrevs då som den ”dyraste Saltisvillan någonsin” med 40 miljoner kronor som utgångspris. Fastigheten förvärvades av ett investmentbolag som planerade att riva Villa Amalfi, vilket dock avslogs av Nacka kommun i januari 2014. Byggnaden har visserligen inget rivningsskydd i gällande stadsplan, men kommunens motivering var bland annat. ”Bygglovenheten och kommunantikvarien anser att byggnaden omfattas av förvanskningsförbudet i 8 kap. 13 § plan- och bygglagen, det vill säga är en byggnad som är särskilt värdefull från historisk, kulturhistorisk, miljömässig eller konstnärlig synpunkt inte får förvanskas”. Kommunen påpekade även att Villa Amalfi ”har stora likheter med Villa Högudden på Lidingö, som är lagskyddat som byggnadsminne”.